# Moonlight (serie televisiva)
Moonlight è una serie televisiva fantasy statunitense creata da Ron Koslow e Trevor Munson, andata in onda dal 28 settembre 2007 su CBS. In Italia viene trasmessa dal 31 ottobre 2008 sul canale a pagamento Steel di Mediaset Premium ed è trasmessa in chiaro dal 27 novembre 2009 su Italia 1 in seconda serata.

## Trama
La serie narra le vicende del vampiro Mick St. John (Alex O'Loughlin), detective di Los Angeles. Sua moglie Coraline (Shannyn Sossamon), un'affascinante e secolare vampira lo trasforma in un vampiro 55 anni prima, la prima notte di nozze, senza dare a Mick la possibilità di scegliere. Incapace di accettare il suo nuovo status, dopo primi momenti di smarrimento, Mick metterà a disposizione dell'umanità le sue capacità, prendendo i panni di un investigatore privato, ma proprio durante un caso la sua vita prenderà ad avere un nuovo significato, un nuovo scopo, proprio dopo aver salvato una bambina di nome Beth (nel 1985). 22 anni dopo la giovane Beth, brillante reporter per un giornale Online incontrerà Mick sulla scena di un crimine e da lì tutto avrà inizio, "alla luce del sole".

## Il progetto
Agli inizi Moonlight fu associato ad altri telefilm, in primis Forever Knight ed Angel, lo spin-off di Buffy l'ammazzavampiri. Entrambe le serie seguono le vicende di un vampiro che, grazie al lavoro di detective privato, cerca di aiutare gli umani. Col passare del tempo, però, Moonlight si è annoverato in quella schiera di telefilm fantasy/horror nati negli anni 90 con grande successo. Moonlight si distingue per la volontà dei produttori di descrivere un mondo dove i tanti vampiri non sono semplici cacciatori in continua ricerca delle loro prede mortali; Moonlight descrive invece una comunità di vampiri inserita in quella umana, mostrando nel corso delle puntate vampiri che lavorano e vivono nelle maniere più disparate.
Il cast del pilot di Moonlight era composto da Alex O'Loughlin nel ruolo di Mick St. John; Shannon Lucio nel ruolo di Beth Turner; Amber Valletta nel ruolo di Coraline DuVall; Rade Serbedzija nel ruolo di Josef Kostan. Il pilot fu considerato troppo derivativo e la CBS ritirò lo show, ma la fiducia in un progetto che aveva potenziale non venne meno. Il network arruolò David Greenwalt, autore e co-creatore di Buffy e Angel. Greenwalt svecchiò il cast, scegliendo attori decisamente più affascinanti e carismatici. Alex O'Loughlin venne riconfermato, mentre gli altri tre attori principali vennero rimpiazzati da Sophia Myles nel ruolo di Beth, Shannyn Sossamon nel ruolo di Coraline e Jason Dohring nel ruolo di Josef. Greenwalt lavorò con fatica alla creazione di personaggi particolari, curò maggiormente il carattere di Mick e l'affascinante figura di Josef, fino a che dopo un certo periodo abbandonò quello che ora si chiama Moonlight. Voci di corridoio dicono per incomprensioni con la produzione, voci ufficiali parlano di problemi di salute. Joel Silver, nome noto ad Hollywood e produttore di Moonlight non perse fiducia e fece in modo che lo show venisse portato a termine.
Nonostante Moonlight partisse da un'idea piuttosto interessante e vedesse la partecipazione di attori poco conosciuti, ma ottimi interpreti, la serie non ha avuto grande successo di pubblico, anche se telefilm con ascolti anche inferiori sono stati confermati ed hanno avuto fortuna nelle stagioni successive. La CBS sembrava essere piuttosto convinta del prodotto se si considera che Alex O'Loughlin, il protagonista, aveva sottoscritto un contratto di 6 anni con l'emittente. Alla cancellazione del telefilm, molti fan hanno portato avanti campagne su larga scala per convincere la CBS a ritornare sui propri passi o in alternativa convincere altre emittenti ad acquistare il prodotto, ma niente di tutto questo ha funzionato.
Con la quasi certezza della cancellazione, le ultime puntate delle 16 totali sono state rivolte a chiudere le varie trame, evitando così che una fine prematura comportasse anche un finale aperto. Questa attenzione al progetto ha fatto sì che il programma divenisse una serie di culto annoverata tra titoli più longevi nel panorama di telefilm dello stesso genere.
La serie ha debuttato in America il 28 settembre 2007, andando in onda il venerdì sera alle 21.00 sulla CBS, dopo Ghost Whisperer - Presenze. In Canada, la serie è stata trasmessa contemporaneamente all'America ed anche l'Australia ne ha iniziato la programmazione, che però è stata interrotta dopo l'ottava puntata. La serie è finalmente sbarcata in Europa: la Gran Bretagna l'ha trasmetta a partire dal 19 febbraio 2008.
Finito lo sciopero degli sceneggiatori americani, la CBS ha annunciato che la serie sarebbe tornata il 25 aprile 2008 con almeno 4 nuovi episodi, che avrebbero fatto parte della prima stagione.

### Cancellazione
Il 13 maggio 2008 la CBS ha annunciato che Moonlight è stato ufficialmente cancellato. Per un periodo è sembrato possibile che un'altra emittente potesse comprare la serie ma, nonostante le campagne dei fan per salvare la serie, il 23 giugno 2008 un comunicato ha ufficialmente detto che i tentativi di vendere la serie sono naufragati e che Moonlight è stato definitivamente cancellato.

## Episodi
| Stagione       | Episodi | Prima TV originale | Prima TV Italia |
| -------------- | ------- | ------------------ | --------------- |
| Prima stagione | 16      | 2007-2008          | 2008            |

## Personaggi

### Personaggi principali
- Mick St. John (Alex O'Loughlin) è un investigatore privato diventato vampiro da più di 50 anni. Sua moglie, Coraline, lo ha trasformato la notte di nozze nel 1952, senza dare a Mick la possibilità di scegliere. Affascinante, misterioso e soprattutto dannato si mette a disposizione dell'umanità. Rimane da solo per più di 30 anni, ma poi, nel 1985, si imbatte in una madre disperata alla ricerca della figlia, Beth, rapita. Mick riesce a strappare la bambina al suo rapitore, scoprendo quanto fosse "colpa" sua quel rapimento. Nel corso degli anni Mick continua a seguire le tracce di Beth e a salvarla ogni qualvolta ve ne sarà bisogno, rimanendo comunque nell'ombra.
- Beth Turner (Sophia Myles) è una giovane donna e un ottimo reporter di Internet, sempre pronta a tutto pur di fare uno scoop, alcune volte sostituendosi anche alla polizia. Acuta, intelligente, complicata, si ritroverà a scoprire un passato oramai dimenticato e a vivere in un mondo, fino ad ora, solo creduto leggenda. La sua strada incrocerà quella di Mick sulla scena di un crimine, 22 anni dopo il loro primo incontro. Mick l'aveva salvata (Los Angeles 1985), continuando a vegliare su di lei fin da allora.
- Josef Kostan (Jason Dohring), un vampiro con diversi secoli di vita alle spalle (aveva 4 anni nel 1603, come lui stesso dice nell'episodio 1x07), è il mentore di Mick, nonché suo migliore amico. Non si sa molto del suo passato e lui stesso non rivela niente, a meno che non sia strettamente necessario. Ha conosciuto Coraline circa 100 anni prima di Mick. Non capisce il motivo per cui Mick aiuti gli umani e glielo ricorda in diverse occasioni ma non tutto ciò che si vede è realtà.
- Coraline DuVall (Shannyn Sossamon) è l'ex moglie di Mick. Una nobildonna nella Francia del XVIII secolo, ha ora circa 300 anni. Fautrice della maledizione di Mick, lo ha trasformato in un vampiro durante la loro luna di miele. Per 22 anni tutti pensavano che fosse morta arsa in un incendio per mano dello stesso Mick, proprio quando salvò l'allora piccola Beth.

### Personaggi secondari
- Josh Lindsey (Jordan Belfi), sostituto Procuratore nonché compagno di Beth.
- Carl Davis (Brian J. White), tenente della polizia, uno dei contatti di Beth.
- Guillermo (Jacob Vargas), un impiegato dell'obitorio che ruba sangue dalla riserva dell'ospedali per i trasfusi, per se stesso e per gli altri vampiri.
- Steve Balfour (Kevin Weisman), amico di Beth, lavora con lei al BuzzWire.
- Ben Talbot (Eric Winter), nuovo Sostituto Procuratore dall'episodio 1x13.

### Vampiri
In Moonlight un umano viene vampirizzato da un vampiro, che ne diventa il sire, il cui compito è istruirlo e aiutarlo durante le prime fasi della sua nuova vita. Il morso di un vampiro non trasforma un umano ma è necessario che la persona, vicina alla morte, beva il sangue del sire. La luce del giorno non uccide i vampiri ma li indebolisce sempre di più, inoltre i vampiri devono dormire in congelatori o, in caso di necessità, in vasche piene di ghiaccio. L'argento risulta tossico (e in grandi dosi anche mortale) e il fuoco riduce immediatamente in cenere la parte del corpo del vampiro entrata in contatto con le fiamme. Aglio, acqua santa e crocefissi sono inutili. L'immagine di un vampiro non può essere catturata in modo nitido da camere analogiche contenenti argento emulsionato, come nelle vecchie pellicole, mentre le macchine digitali non hanno problemi di questo tipo. Un vampiro ha pulsazioni, non ha pelle fredda (tranne quando è affamato) e non può trasformarsi in pipistrello. È costretto a bere sangue umano per sopravvivere, mentre può essere ucciso facilmente tramite decapitazione o bruciandolo vivo. Non mangia e non riesce a digerire il normale cibo, che risulta inoltre privo di sapore. Un paletto nel cuore è doloroso ma non letale, permette di paralizzare il vampiro finché non viene estratto. I vampiri hanno sensi molto sviluppati, che permettono di udire suoni lontani e sentire odori impercettibili per un essere umano, come l'odore di un suo simile (più il vampiro è antico e più è forte l'odore della putrefazione) sono dotati inoltre di grande forza e velocità e in alcuni casi tramite l'odore del sangue possono scorgere il passato e il probabile futuro. Guariscono quasi immediatamente dalle ferite e, quando si nutrono da un umano, si arrabbiano, devono lottare con un loro simile o vogliono spaventare qualcuno rivelano la loro natura, l'iride degli occhi diventa celeste, la pelle diventa pallida, i canini superiori si allungano, le unghie delle mani diventano affilate e taglienti e la voce diventa più profonda.